# انطباع أول (علم نفس)

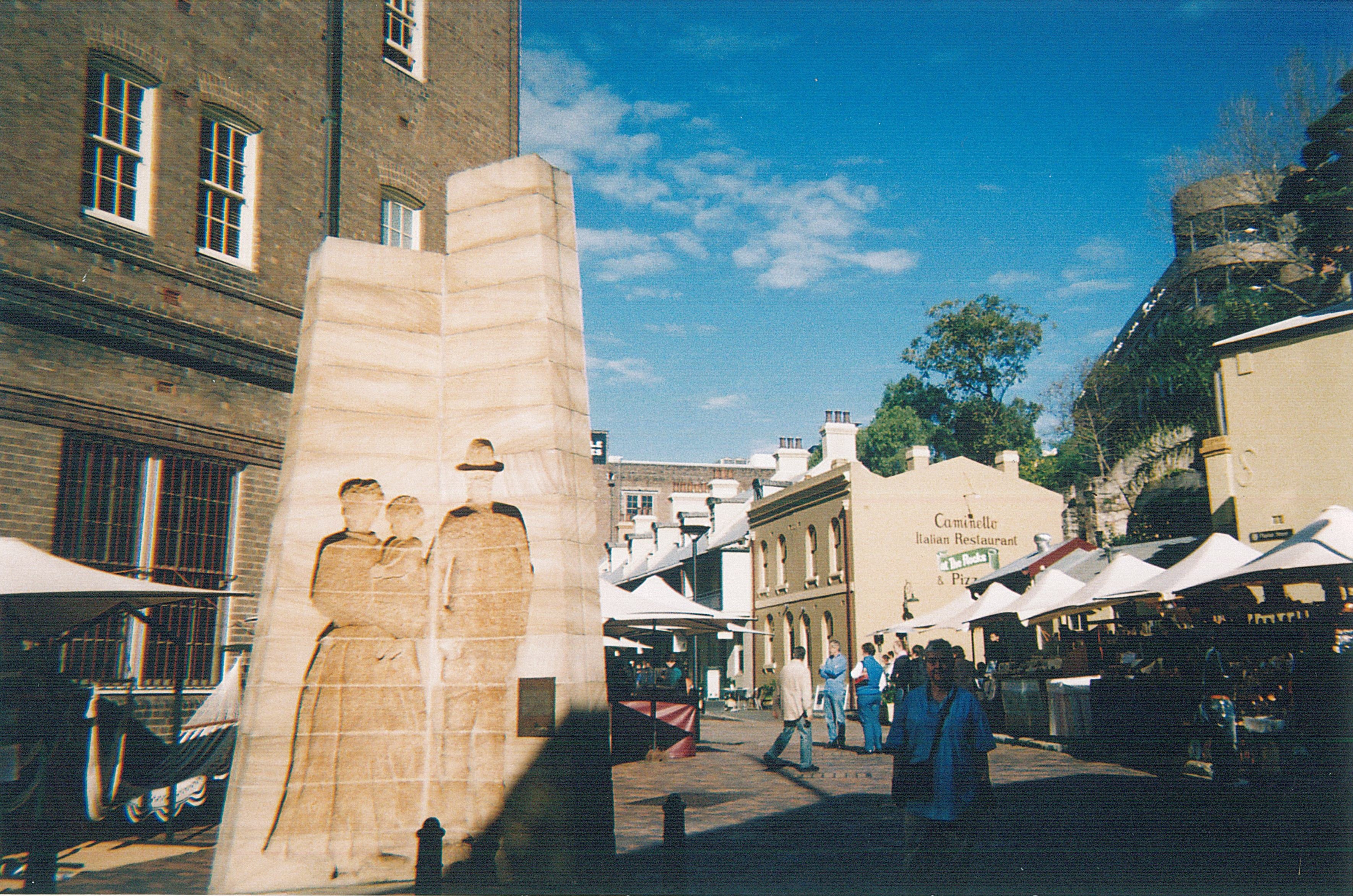

الانطباع الأول في مجال علم النفس، هو ذلك الحدث الذي يلتقي فيه شخص ما لأول مرة شخصًا آخر، ويشكل حينها صورة ذهنية عن ذلك الشخص. وتختلف دقة الانطباع بناء على الشخص المُلاحِظ والهدف الذي يراد ملاحظته (شخص أو موضوع أو مشهد وما إلى ذلك). تستند الانطباعات الأولى على مدى واسع من السمات وهي: العمر والعرق والثقافة واللغة والنوع (الجندر) والمظهر الخارجي واللهجة ووضعية الجسد والصوت وعدد الأشخاص الحاضرين والوقت المسموح به في هذا اللقاء. ويمكن للانطباعات الأولى التي يعطيها الأفراد إلى الآخرين أن تؤثر بشكل كبير على الكيفية التي يُعاملون بها أو يُنظر إليهم وفقها، في العديد من سياقات الحياة اليومية.

## السرعة والدقة
يتطلب الأمر منا عُشر ثانية فقط من أجل الحكم على شخص ما وتكوين انطباع أول. وجدت الأبحاث أنه كلما زاد الوقت المقدم إلى المشاركين من أجل تكوين انطباع، كلما زادت الثقة في الانطباعات التي يصلون إليها. ولا يقتصر الأمر على سرعة تكوين الناس للانطباعات الأولى، ولكنهم يتسمون بالدقة إلى حد كبير عندما يقدم الهدف نفسه أو نفسها بشكل حقيقي. لا يُجيد الناس بشكل عام إدراك الانفعالات المتكلفة أو كشف الأكاذيب. وقد مال المشاركون في الأبحاث ممن صرحوا بتكوين انطباعات دقيقة عن أهداف محددة، إلى الحصول على إدراكات أكثر دقة عن أهداف معينة تتوافق مع تصريحات الآخرين عن الهدف. ويكون الأفراد أيضًا واثقين تمامًا في فهم الانطباع الأول الذي سوف يعطونه للآخرين.
قد يرتبط معدل الصفات المختلفة الذي يُكتشف في الانطباعات الأولى، مع ما يكون مهمًا من أجل البقاء على قيد الحياة، من المنظور التطوري. كانت الجدارة بالثقة والجاذبية على سبيل المثال، هي السمات التي كُشِفت وقُيمت بشكل أكثر سرعة في دراسة الوجود البشرية. ويتميز الناس بقدرتهم بشكل عام على تقييم السمات الشخصية للآخرين إلى حد كبير، ولكن يبدو أن هناك اختلافًا في أحكام الانطباع الأول بين الشباب وكبار السن. فقد حكم كبار السن على صور الشباب المستهدفة بوصفهم أكثر صحة وأكثر جدارة بالثقة وأقل عدائية، ولكنهم أكثر عدوانية مما كانوا عليه في نفس الصور. ويمكن أن يكون لدى كبار السن استجابة أقل على الإشارات السلبية، نتيجة البطء في سرعة المعالجة لديهم، مما يجعلهم يرون ملامح الوجه على الشباب بوصفها أكثر إيجابية، على عكس ما يفعله أو يراه الشباب.

## عدد المُلاحِظين
تتأثر الانطباعات الأولى للشخص بما إذا كان موجودًا بمفرده أو موجودًا ضمن مجموعة من الناس. تُعالج التجارب المشتركة بشكل أكثر عالمية، كما هو الحال في الثقافات الجمعية (انظر إلى الأولوية العالمية لمعرفة المزيد حول المعالجة). وتؤكد المعالجة العالمية على الانطباعات الأولى بشكل أكثر، نتيجة لميل الانطباع الأول الجمعي إلى البقاء مستقرًا مع مرور الوقت. وتميل التجارب الفردية إلى تسهيل المعالجة المحلية، مما يتسبب في أن يُلقي المشاهد نظرة أكثر دقة على الهدف. وبالتالي يُحتمل بشكل أكبر أن يكون يتكون لدى الأفراد انطباعات أولى سلبية مقارنة مع المجموعات التي تتكون من مشاهدين أو أكثر لنفس الهدف. ومن المحتمل في الوقت نفسه أن يواجه الأفراد بشكل أكبر اتجاهًا متزايدًا خلال مسار متسلسل من الانطباعات، على سبيل المثال، سوف يُعجب المشاهدون بشكل فردي بالحلقة الأخيرة لموسم تليفزيوني أكثر من إعجابهم بالحلقة الأولى، حتى إذا كانت بالفعل على نفس المستوى من الجودة.
يُصنِف أو يُقيِّم المشاركين في سياق فردي خلال مشاهدتهم لقطع فنية في تجربة ما، ذلك الفن من خلال تتابع متزايد (متطور أو مُحسَّن) أعلى بكثير من الأهداف التي تُقدم من خلال تتابع هابط (رديء). وعند مشاهدة الفن في سياق مشترك، فيُقيم المشاركون أول وآخر قطعة فنية بشكل مماثل في النوعين من التتابع على حد سواء.

## المفاهيم السابقة
«تأتي عبارة» الانطباعات الأولى«مباشرةً من مصطلحات المؤلفات الزاخرة بالعواطف... حيث تعكس» الانطباعات الأولى«القوة والصدق في رد الفعل الفطري المباشر للقلب». وتُعَد رواية كبرياء وتحامل «ضربة غير مباشرة في وجه التقاليد المتبعة في الروايات العاطفية» - أي في وجه «التحاملات» المترسخة في تكوين الانطباعات الأولى.
ونظرًا لأن هذه الرواية «أثبتت أن القول المأثور» الانطباعات الأولى تدوم«اختبار وليس حقيقة»، فقد غيرت مسار التفكير من «الانطباعات الأولى والتحامل إلى التأمل والمراجعة».

## المعالجة الاجتماعية
"الانطباعات الأولى تدوم"، ورغم أنها قد تكون مضللة أحيانًا، فإن "الأبحاث أوضحت أنه في الكثير من المواقف، ما نكوّنه من انطباعات عن الآخرين يمكن أن يكون دقيقًا للغاية". وفي المواقف الخطيرة فقط يكون "تجاوز الانطباعات الأولى للوصول إلى مستوى أعلى من الدقة في الإدراك" مهمًا أحيانًا".
لا يتطلب الأمر منّا سوى عُشر ثانية للحكم على شخص ما، وتكوين انطباعنا الأول عنه. وتتزايد الثقة في تكوين الانطباع الأول مع زيادة الوقت المُستغرَق في ذلك.

## اللوزة
تسمح دوائر المخ العصبية بتجاوز القشرة الحديثة عن طريق ما يُعرَف باسم اختطاف اللوزة: «هذا السبيل الأقصر والأصغر حجمًا يسمح للوزة بتلقي بعض المدخلات المباشرة، وبدء رد فعل قبل أن تسجلها القشرة الحديثة تسجيلاً كاملاً».
أوضحت الأبحاث أنه «في الميلي ثوان القليلة الأولى لإدراكنا شيء ما، لا نستوعبه فحسب لاشعوريًا، وإنما نقرر كذلك ما إذا كان يروق لنا أم لا، وهو ما يُعرف باسم» اللاشعور المعرفي"".